# Пудыш, Збигнев
Збигнев Пудыш (пол. Zbigniew Pudysz; 6 ноября 1931, Яворник-Польски — 19 мая 2010, Варшава) — польский генерал времён ПНР, функционер Службы безопасности, в 1983—1985 — директор Следственного бюро МВД, в 1985—1990 — заместитель министра внутренних дел Чеслава Кищака. Участвовал в расследовании резонансных уголовных дел. В ряде случаев рассматривался как исполнитель политических директив ПОРП.

## Карьера в МВД
Родился в деревенской семье из гмины Яворник-Польски. Получил юридическое образование. В 1957 поступил в Службу безопасности МВД ПНР. Был определён во 2-й отдел Следственного бюро МВД, занимавшийся экономическими преступлениями. С 1962 по 1965 преподавал право и криминалистику в учебном центре МВД в Легионово. В 1965—1969 — инспектор, затем старший инспектор 2-го, 4-го (инспекционный), 6-го (организационный) отделов Следственного бюро.
С 1969 Збигнев Пудыш — заместитель начальника 2-го отдела Станислава Кравчика. В 1971—1972 участвовал в расследовании резонансного убийства военного журналиста полковника Яна Герхарда (среди версий были политические мотивы, но преступление носило общеуголовный характер грабежа). С 1973 Пудыш — заместитель и и. о. начальника 4-го отдела. В 1980—1983 — начальник 2-го отдела. С 1 февраля 1983 — заместитель директора Следственного бюро Хиполита Старшака. 1 августа 1983 Збигнев Пудыш в звании полковника назначен директором Следственного бюро. Этот пост делал Пудыша одним из руководителей МВД.
20 июня 1985 Збигнев Пудыш в звании генерала бригады назначен заместителем госсекретаря МВД в ранге заместителя министра (вице-министр). Министерский пост занимал тогда генерал брони Чеслав Кищак.
В 1987 Збигнев Пудаш опубликовал в государственном издательстве Książka i Wiedza книгу Zabójstwo z premedytacją — подробный рассказ о расследовании убийства Яна Герхарда.

## Политическая роль
Как офицер МВД и госбезопасности Збигнев Пудыш состоял в правящей компартии ПОРП. Его деятельность в значительной степени носила политический характер, даже если занимаемые должности формально не были непосредственно связаны с политическими репрессиями. Следствие по политически значимым делам Пудыш организовывал в соответствии с партийными директивами. Его роль в этих ситуациях образно оценивалась как «защитная».
Дело о гибели оппозиционного студенческого активиста Станислава Пыяса (май 1977) было представлено как несчастный случай. В смертельном избиении в милиции Гжегожа Пшемыка (май 1983) ложно обвинялись работники скорой помощи. 14 июля 1983 Пудыш участвовал в совещании в ЦК ПОРП, которое проводили по этому вопросу министр внутренних дел генерал Кищак, секретарь ЦК ПОРП генерал Милевский, заместитель главного коменданта милиции генерал Цвек. Руководящая должность в Следственном бюро в период военного положения предполагала участие в преследованиях оппозиционных активистов. Следствие по делу об убийстве ксендза Ежи Попелушко, капеллана профсоюза Солидарность, проводилось строго в рамках политически мотивированных установок министра Кищака.
В качестве вице-министра генерал Пудыш в МВД курировал административно-правовую сферу и законотворчество, руководил координационной комиссией по вопросам соблюдения законодательства при Совете министров, представлял министра на заседаниях правительства и сейма, отвечал за контакты со СМИ.
Осенью 1987 года руководство ПОРП, обеспокоенное активизацией подпольной «Солидарности» и массовых протестов, рассматривала вариант повторного введения военного положения. На совещании у министра Кищака генерал Пудыш отметил налаженную координацию МВД с министерством национальной обороны. Однако план, предварительно утверждённый Кищаком, не был введён в действие. Под напором забастовочного движения весной-осенью 1988 правящие коммунисты вынуждены были согласиться на переговоры в Магдаленке, Круглый стол и «полусвободные» выборы, победу на которых одержала «Солидарность».

## Отставка
Генерал Кищак попытался сформировать новое правительство при президентстве генерала Ярузельского, но этого ему не удалось. В конце августа 1989 года премьер-министром стал представитель «Солидарности» Тадеуш Мазовецкий. Около года Кищак оставался во главе МВД, Пудыш являлся одним из его заместителей. Но 6 июля 1990 новым министром внутренних дел также стал представитель «Солидарности» Кшиштоф Козловский. Вместе с Кищаком ушли в отставку его заместители Генрик Данковский и Збигнев Пудыш.
После отстранения ПОРП от власти и преобразования ПНР в Третью Речь Посполитую Збигнев Пудыш находился на генеральской пенсии. В отличие от ряда других бывших функционеров госбезопасности, большого внимания он к себе не привлекал. Изредка общался с прессой. Прокурор Института национальной памяти Иренеуш Кунерт настаивал на допросе Пудыша по делу о смерти Станислава Пыяса. Однако по состоянию здоровья Пудыш был признан неспособным давать показания. Скончался Збигнев Пудыш в возрасте 78 лет.